# Fidel Pagés

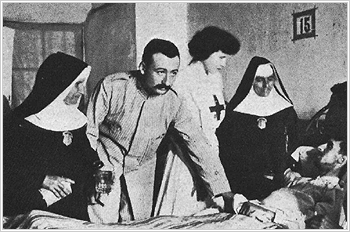
Fidel Pagés em melilla

Fidel Pagés Miravé (Huesca, 26 de janeiro de 1886 - Madri, 21 de setembro de 1923) foi um médico militar espanhol reconhecido na medicina por descobrir a anestesia peridural.

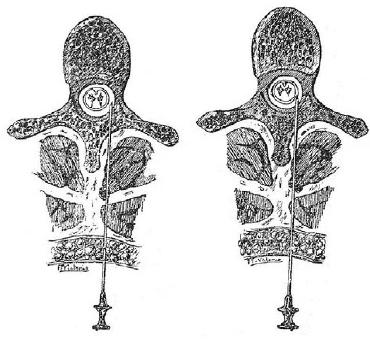
Desenho original de Fidel Pagés na técnica de anestesia epidural.